# Agelanthus pungu
Agelanthus pungu é uma espécie de planta perene e parasitária da família Loranthaceae, que é nativa para do sudeste da região afro-tropical.

## Alcance
A A. pungu foi registada na Tanzânia, Zâmbia, Malawi, Zimbábue, Moçambique, nordeste da Namíbia e norte da África do Sul. É encontrada entre os 150 e os 2.100 metros de altitude.

## Habitat
Ela cresce em uma variedade de plantas hospedeiras na floresta de miombo, na mata de Acacia - Commiphora, nas pastagens arborizadas, nas bordas das florestas e no crescimento da mata ciliar.